# Херсковиц, Уильям
Уильям Херсковиц (англ. William Herskovic; июнь 1914, Австро-Венгрия — 3 марта 2006, Лос-Анджелес, США) — венгерский, бельгийский и американский фотограф еврейского происхождения, филантроп, полиглот. Узник концентрационного лагеря Освенцим, сумевший совершить побег и переживший Холокост. Участник бельгийского Движения Сопротивления. После войны стал широко известен из-за своей благотворительной деятельности. Владел девятью языками.

## Ранние годы
Уильям Херсковиц родился в Венгрии в 1914 году. Мать умерла спустя шесть месяцев после его рождения. Отец женился снова, у него появились дети от нового брака, и поэтому маленького Уильяма воспитывали, в основном, бабушка и дедушка по материнской линии.
Лишённый родительской заботы, Херсковиц рано повзрослел. В возрасте 13-и лет он бросил школу и уговорил местного фотографа взять его в ученики. К 15-и годам он уже управлял несколькими фотостудиями и получал награды как художник за мастерство в ретуши фотографий. В возрасте 17-и лет переехал в Антверпен, где открыл собственную фотостудию Studio Willy, которая быстро завоевала известность по всей Бельгии.
В 1936 году женился на Эстер Машкивитцан, дочери русских эмигрантов из Великобритании, в браке родились две девочки — Жизель (Кэти) Херсковиц, 1938 года рождения, и Жермена Херсковиц, 1941 года рождения.

## Период Холокоста
После оккупации Бельгии немецкими войсками нацисты начали планомерное истребление евреев, находившихся в стране, большинство из которых были беженцами из Германии, Австрии, Чехословакии и Польши (на начало оккупации число евреев в Бельгии оценивалось в 55-56 000 человек, из них гражданами Бельгии являлись только пять процентов).
Студия и все имущество Херсковица были конфискованы немцами, а сам он, его жена и две их маленькие дочери были отправлены в концентрационный лагерь Освенцим. Жена и дети были убиты в газовой камере почти сразу по прибытии.
Херсковицу удалось совершить побег в первую ночь Хануки 1942 года. Херсковиц и двое других заключённых (Йозеф Гивертц и Леопольд Голдвурм), воспользовавшись плохой видимостью из-за сильной метели, с помощью заранее припасённых кусачек прорезали дыру в проволочных заграждениях и сбежали из лагеря. Запомнив карту местности, которую один из них нарисовал на снегу, заключённые бежали без остановки несколько часов, прежде чем им удалось выйти на железнодорожные пути и незаметно сесть на товарный поезд до Бреслау, Германия. В Бреслау Херсковиц продал бриллиант в три карата, который припрятал в каблуке ботинка в лагере, вырученных денег хватило, чтобы доехать до Кёльна, а оттуда перебраться в Антверпен.
После возвращения домой он встретился с членом бельгийского Сопротивления и поведал ему один из самых ранних свидетельских рассказов о зверствах Освенцима. Сопротивление быстро мобилизовалось и провело операцию, известную как Атака на двадцатый конвой, в результате которой 233-м заключённым удалось бежать из поезда, везущего их в лагерь смерти (из них выжили 118).
Британская радиовещательная корпорация вскоре выпустила в эфир рассказ Херсковица, также его активно распространяло бельгийское подполье. Благодаря его показаниям очевидца сотни и тысячи евреев были предупреждены и смогли спастись.
Херсковиц продолжил бороться с нацистами под прикрытием. Благодаря фальшивым документам он устроился на работу по маскировке пляжей Нормандии, где наблюдал за военными объектами и рисовал эскизы линии укреплений, которые пересылал Сопротивлению.

## После войны
В 1946 году женился на Марии, младшей сестре своей погибшей жены (муж Марии также не пережил Холокост). В браке родились три дочери. В 1957 году вместе с семьёй иммигрировал в США, где основал компанию Bel Air Camera в Вествуд-Виллидж, Лос-Анджелес.
После иммиграции начал активно заниматься благотворительностью. Херсковиц был одним из основателей Мемориального музея Холокоста в Вашингтоне, округ Колумбия. Он также оказывал помощь и поддержку Музею толерантности Симона Визенталя в надежде, «что образование и осведомлённость предотвратят предрассудки и ненависть в будущем». Кроме того, он и его жена на протяжении многих лет помогали благотворительным и общественным организациям, таким как UJF, ADL, Friends of Sheba Medical Center, Friends of Israel Disabled Veterans, Technion, UCLA’s Hillel, Stephen S. Wise Temple, The Jesters (благотворительная организация, помогающая слепым детям), Израильскому фонду исследований рака и другим.
Херсковиц был удостоен многочисленных наград за гуманитарную и благотворительную деятельность.

## Смерть
Уильям Херсковиц скончался 3 марта 2006 года в возрасте 91 года в своём доме в Энсино, Лос-Анджелес, после долгой борьбы с раком предстательной железы.